# Andrés Spikerman
Andrés Spikerman fue un militar uruguayo, que integró los Treinta y Tres Orientales y participó en la Cruzada Libertadora.

## Biografía

### Primeros años
Andrés Spikerman nació en Villa de Guadalupe, Canelones, a principios del siglo XIX. Hay poca información acerca de sus primeros años. En 1806 nació su hermano, Juan Spikerman, que también integró los Treinta y Tres Orientales.

### Carrera militar
En 1825 se unió como cadete al Regimiento de Dragones Libertadores y participó en la batalla de Sarandí. Spikerman aparece en 16 de las 17 listas de participantes del Desembarco de los Treinta y Tres Orientales. Luego de 1826 no figura más en la lista del Regimiento. El biógrafo José María Fernández Saldaña señala como posible motivo su incorporación a la campaña del Brasil. En 1828 ascendió al rango de alférez.

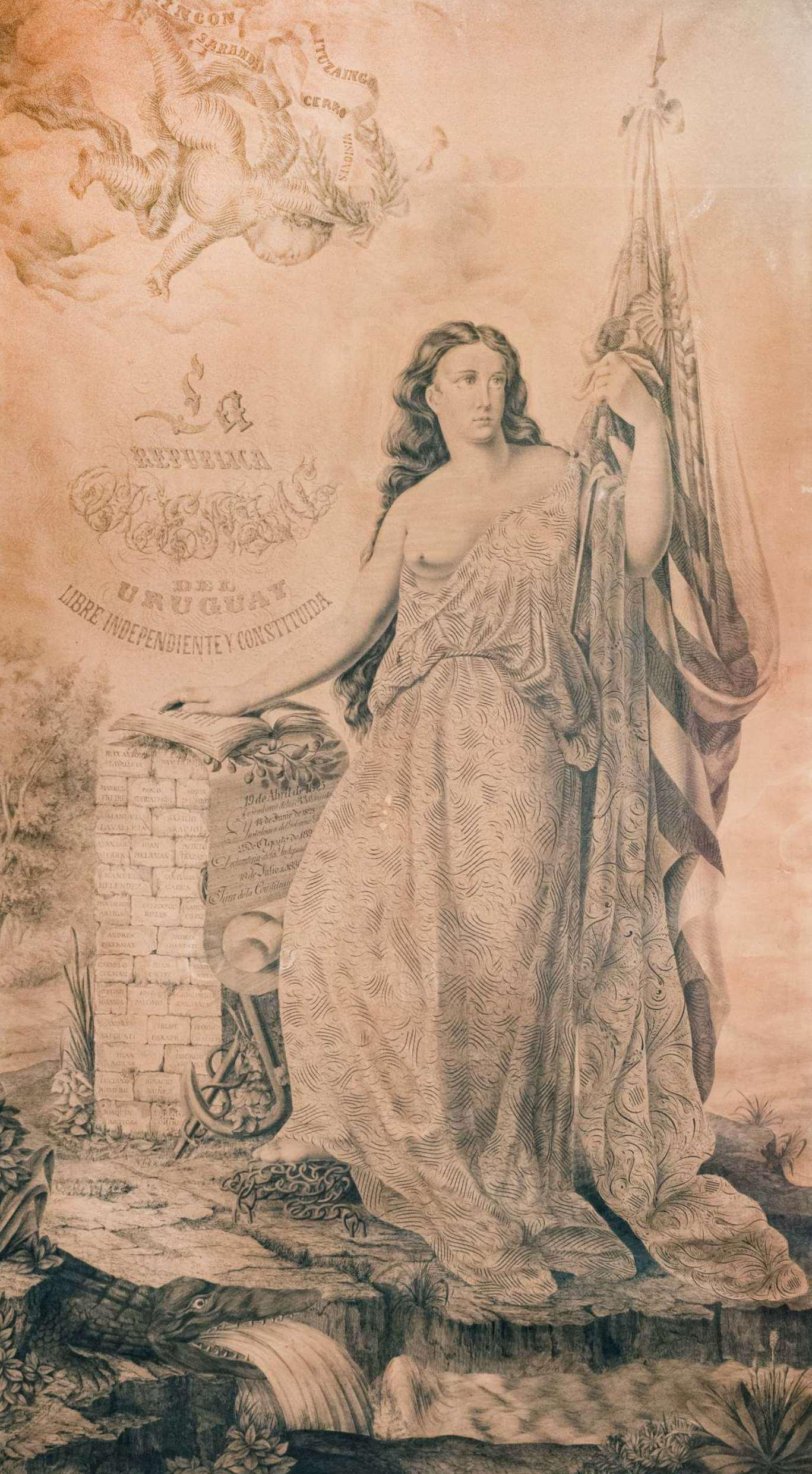
La República Oriental del Uruguay, Libre, Independiente y Constituida de Pablo Nin y González, 1867. Spikerman aparece como "Andrés Pikerman" en uno de los ladrillos. Se encuentra en el Museo Histórico Nacional, Uruguay.

En marzo de 1830 fue aprisionado por acusación de homicidio. Su hermano, Juan Spikerman, solicitó ante la Asamblea Constituyente su indulto, señalando su participación en la Cruzada Libertadora. La Asamblea cesó en funciones antes de finalizar el caso. En febrero de 1831 fue integrado en la lista de premios a los Treinta y Tres Orientales, por su actuación como alférez.
A principios de 1837, durante la Guerra Civil, luchó contra el bando riverista en el ejército del general Servando Gómez. En octubre ingresó a la Guardia Nacional de San José y luego al Tercer Cuerpo de Ejército. No hay más información acerca de su vida en este período hasta 1843. De acuerdo a las memorias del general Ventura Rodríguez, durante el sitio de Montevideo, en 1843 solicitó autorización del Presidente del Senado Joaquín Suárez, para atravesar líneas y morir entre el bando oribista. Spikerman estaba siendo atendido por una dolencia en el pecho en un hospital de la ciudad. La autorización le fue concedida y falleció el mismo año.

### Reconocimientos
En Montevideo, Uruguay, una calle en el barrio del Prado lleva su nombre. En Colonia del Sacramento hay otra calle que lleva su nombre.
Spikerman es representado en la obra de Juan Manuel Blanes El Juramento de los Treinta y Tres Orientales. Su nombre es incluido en la obra La República Oriental del Uruguay, Libre, Independiente y Constituida de Pablo Nin y González, realizada en 1867.